# مسجد السادة
مسجد السادة هو مسجد في جيبوتي (مدينة)، بجيبوتي. يتسع مسجد السادة إلى مايقرب من 1500 مصلي.